# Noir et Blanc (chanson)
Pour les articles homonymes, voir Noir et Blanc.
Singles de Bernard Lavilliers
Voleur de feu
(1986) La Frontière
(1987)
Pistes de Voleur de feu
Midnight Shadows
(5) Extérieur Nuit
(7)
Noir et Blanc est une chanson écrite, composée et interprétée par Bernard Lavilliers. Faisant partie de l'album Voleur de feu, elle sort en single en septembre 1986. Connue notamment grâce au refrain « De n'importe quel pays, de n'importe quelle couleur, la musique est un cri qui vient de l'intérieur », le chanteur l'interprète avec le musicien congolais Nzongo Soul. Celui-ci chante en lingala la phrase « Po na ba mboka nionso pe na pikolo nionso » (« De tous les pays et de toutes les couleurs »).

## Genèse
Noir et Blanc évoque l'apartheid en Afrique du Sud et Nelson Mandela, alors en prison à cette période. Lors d'un entretien à Télérama en décembre 2013 à la suite du décès de Mandela, Lavilliers dira qu'« à cette époque, des images commençaient à transpirer de ce pays. Il avait quand même fallu plus de trente ans pour que l'apartheid devienne un scandale en Europe », ajoutant que « Danielle Mitterrand s'est beaucoup investie sur ce dossier », alors que « les Anglo-saxons étaient plus frileux ».
Lavilliers fait également référence au chanteur brésilien Geraldo Vandré, ami de Lavilliers dont les mains furent brisés durant la dictature militaire. « 'Sa voix', c'était la sienne, c'est celle de tous les opprimés d'hier et d'aujourd'hui », dira Lavilliers plusieurs années plus tard. La phrase « Y'a du sang sur le trottoir » résonnait au moment de l'écriture, en raison de l'affaire Oussekine, du nom de cet étudiant franco-algérien de l’École supérieure des professions immobilières de vingt-deux ans matraqué à mort le 6 décembre 1986 par des policiers qui l'ont pris pour un casseur.

## Sortie et accueil
Alors qu'on lui avait dit que la chanson ne serait pas un tube, Noir et blanc, premier single de Lavilliers à se hisser au Top 50, reste classé durant 17 semaines consécutives dans les meilleures ventes de singles à partir du 10 janvier 1987 et atteint la 10e place fin février 1987. Il s'écoule plus de 100 000 exemplaires du 45 tours.
La chanson est traduite en lingala par N'Zongo Soul, une version qui est rendue célèbre quand Lavilliers l'interprète en Afrique du Sud. En Angola, il existe une version portugaise. La chanson est reprise par Souad Massi, Ismaël Lo et les Tambours du Burundi.

## Classements hebdomadaires
| Classement (1987) | Meilleure place |
| ----------------- | --------------- |
| France (SNEP)     | 10              |

| Classement (2014) | Meilleure place |
| ----------------- | --------------- |
| France (SNEP)     | 160             |